# Relaciones México-Portugal
Las naciones de México y Portugal establecieron relaciones diplomáticas en 1864. Ambas naciones son miembros de las Naciones Unidas, la Organización de Estados Iberoamericanos y la Organización para la Cooperación y el Desarrollo Económicos.

## Historia
Los primeros contactos diplomáticos oficiales entre México y Portugal ocurrieron en 1843 cuando embajadores de ambas naciones se reunieron en Washington D. C., Estados Unidos; sin embargo, las relaciones diplomáticas no se establecieron oficialmente hasta el 20 de octubre de 1864 bajo el gobierno del emperador Maximiliano I de México. Portugal, sin embargo, rompió relaciones diplomáticas con México en 1867 tras el asesinato del Emperador. Las relaciones no se restablecieron hasta 1879.
En 1884, México abrió su primera misión diplomática en Lisboa; sin embargo, la misión fue cerrada en 1918 cuando Portugal rechazó reconocer el gobierno del presidente mexicano Venustiano Carranza. Las relaciones diplomáticas se restablecieron entre las dos naciones en 1929 y en 1959 ambas países abrieron misiones diplomáticas en sus capitales, respectivamente, y se elevaron a nivel de embajadas.
En enero de 1990, el presidente Carlos Salinas de Gortari se convirtió en el primer jefe de Estado mexicano en visitar Portugal. En julio de 1991, el primer ministro portugués, Aníbal Cavaco Silva, y el presidente portugués Mário Soares; visitaron la ciudad mexicana de Guadalajara para asistir a la I Cumbre Iberoamericana. En octubre de 2013, el primer ministro portugués Pedro Passos Coelho visitó México en una visita de estado oficial. En junio de 2014, el presidente mexicano Enrique Peña Nieto visitó Portugal en una visita de estado para conmemorar los 150 años de relaciones diplomáticas entre las dos naciones.
El 17 de julio de 2017, el presidente portugués Marcelo Rebelo de Sousa realizó una visita de Estado a México, quien fue recibido por el presidente Enrique Peña Nieto. En el encuentro, los mandatarios acordaron impulsar la inversión lusas en México, y una mayor presencia de empresas y productos mexicanos en Portugal. Asimismo, ambos líderes acordaron a promover el turismo y fomentar la cooperación bilateral en ciencia y tecnología.
En febrero de 2024, México firmó un acuerdo con Portugal, y en particular con la región de Coímbra en un esfuerzo por promover oportunidades de negocios y fomentar el comercio y la inversión entre ambas naciones. Ese mismo año, ambas naciones celebraron 160 años de relaciones diplomáticas.

## Visitas de alto nivel

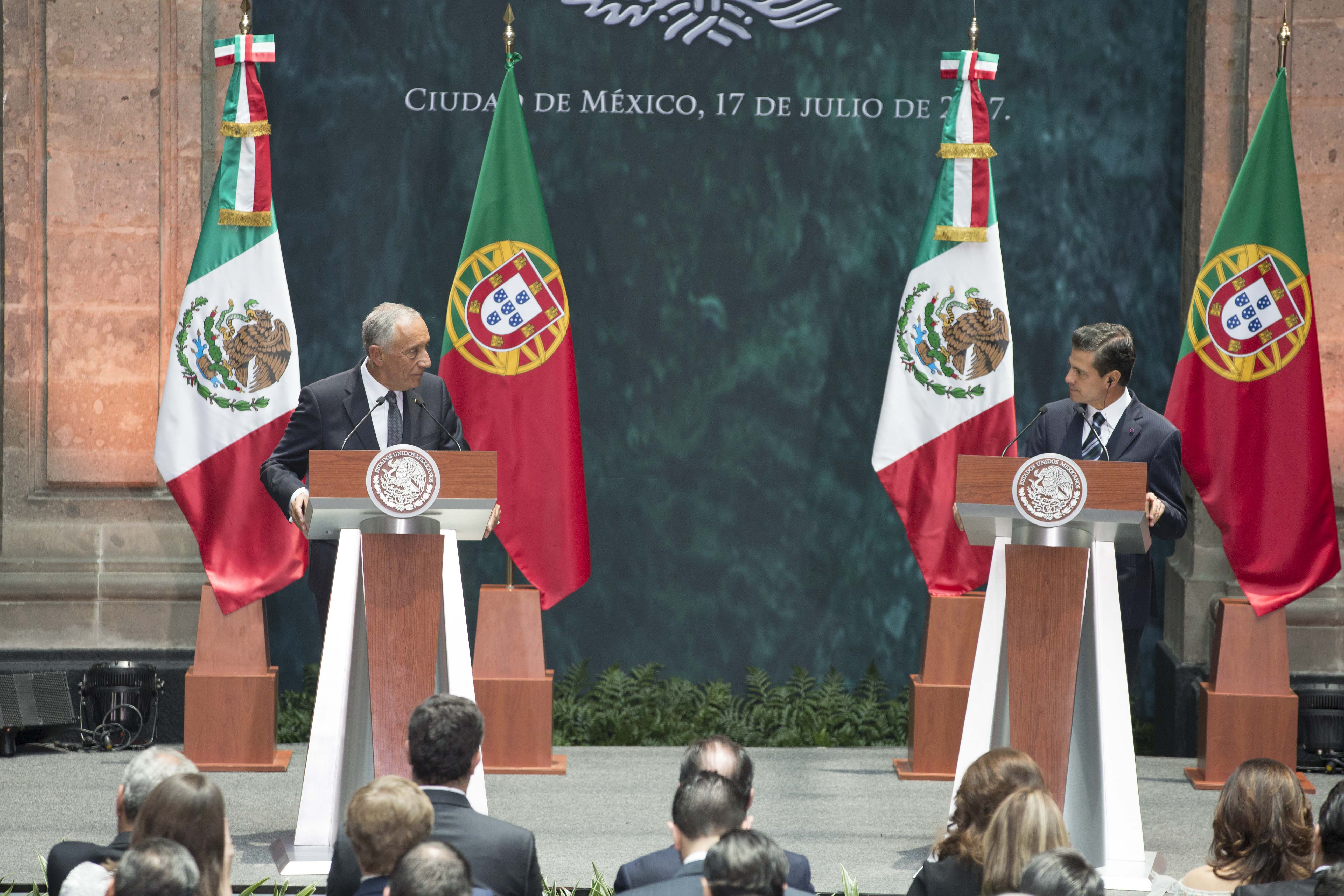
El presidente Marcelo Rebelo de Sousa y el presidente Enrique Peña Nieto en la Ciudad de México, julio de 2017.

Visitas de alto nivel de México a Portugal
- Presidente Carlos Salinas de Gortari (1990)
- Presidente Ernesto Zedillo (1998, 2000)
- Presidente Felipe Calderón Hinojosa (2009)
- Presidente Enrique Peña Nieto (2014)

Visitas de alto nivel de Portugal a México
- Primer ministro António Guterres (1996)
- Presidente Jorge Sampaio (1999)
- Primer ministro Pedro Passos Coelho (2013)
- Presidente Aníbal Cavaco Silva (1991, 2014)
- Presidente Marcelo Rebelo de Sousa (2017)
- Primer ministro António Costa (2018)

## Galería

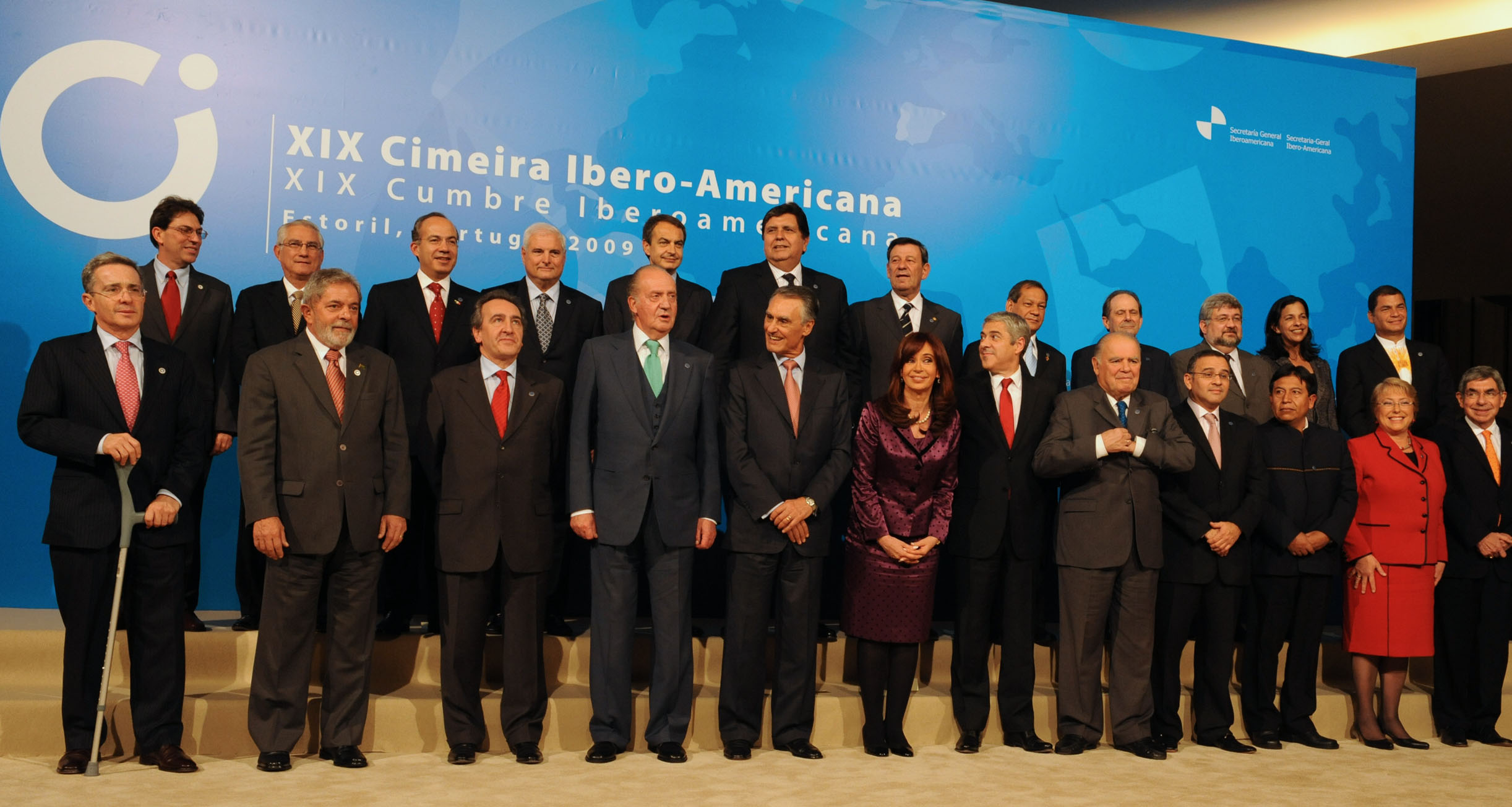
El presidente Aníbal Cavaco Silva y el presidente Felipe Calderón en Estoril, Portugal; noviembre de 2009.
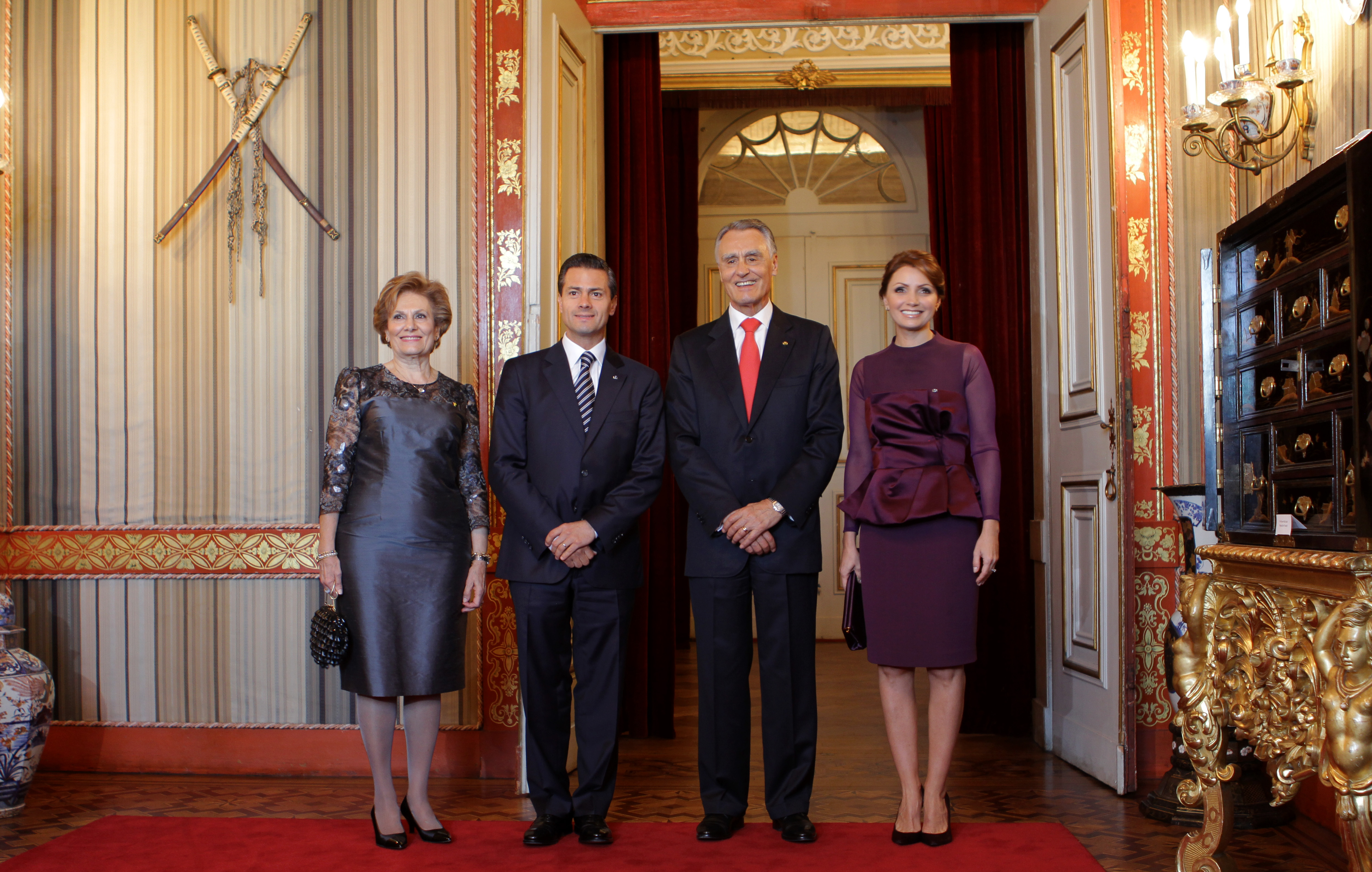
El presidente Enrique Peña Nieto junto con el presidente Aníbal Cavaco Silva (y sus esposas) en Lisboa, Portugal; junio de 2014.
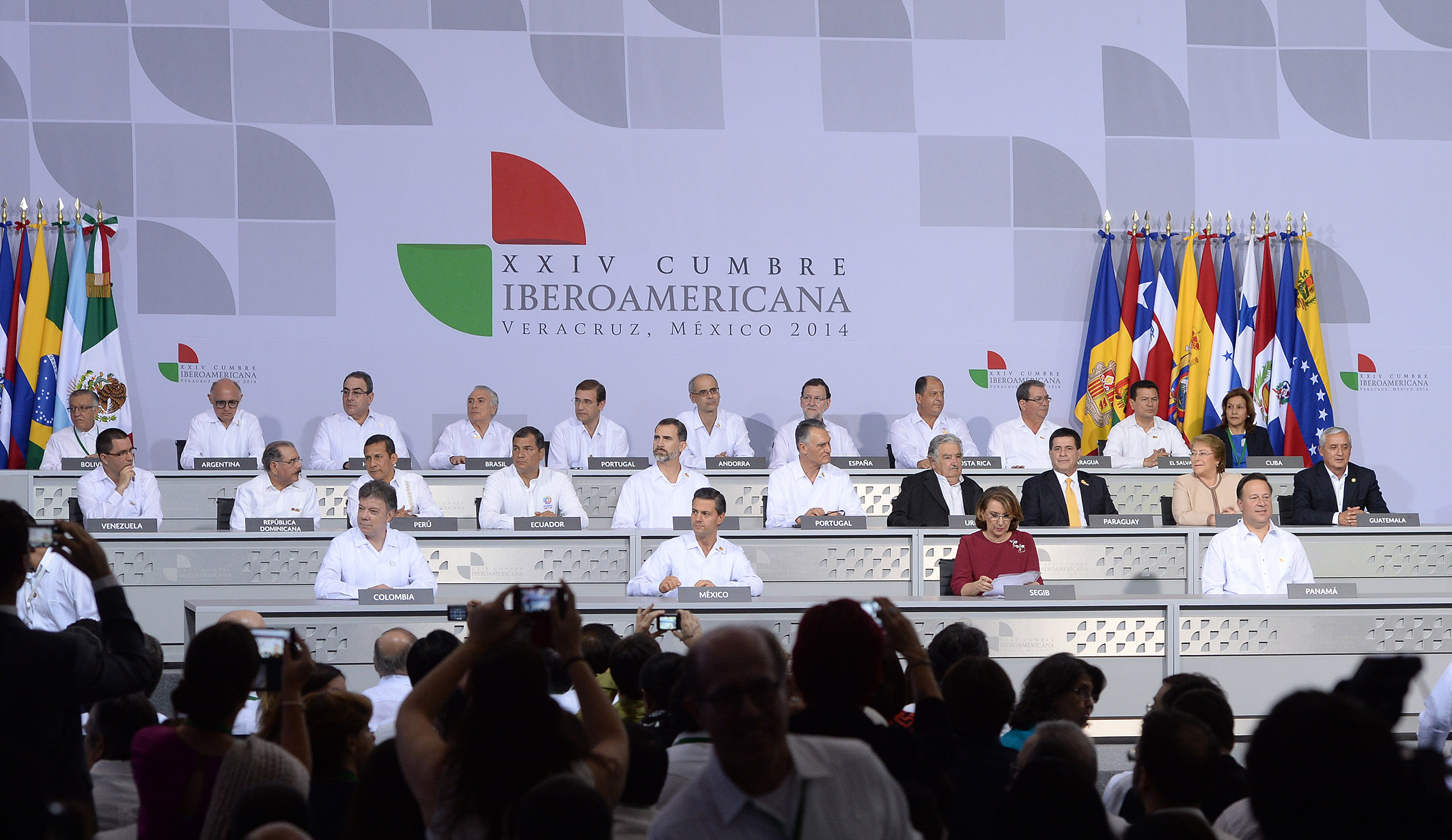
El presidente Enrique Peña Nieto y el presidente Aníbal Cavaco Silva en la Ciudad de Veracruz, México; diciembre de 2014.

## Acuerdos bilaterales
Ambas naciones han firmado varios acuerdos bilaterales, como un Acuerdo de Cooperación Científica y Cultural (1977); Acuerdo de Cooperación Económica y Comercial (1980); Acuerdo sobre Turismo (1996); Tratado de Asistencia Jurídica Mutua en Materia Penal (1998); Tratado de Extradición (1998); Acuerdo para Evitar la Doble Imposición e Impedir la Evasión Fiscal en Materia de Impuestos sobre la Renta (1999); Acuerdo sobre la Promoción y Protección Recíproca de Inversiones (1999); Acuerdo sobre transporte aéreo (2013); y un Acuerdo de Cooperación en Materia de Reducción de la Demanda y Lucha contra el Tráfico Ilícito de Estupefacientes y Sustancias Psicotrópicas (2013).

## Transporte
Hay vuelos directos entre ambas países con las siguientes aerolíneas: Iberojet, TAP Air Portugal y World2Fly.

## Comercio
En 1997, México firmó un Tratado de Libre Comercio entre México y la Unión Europea (lo cual también incluye a Portugal). Desde la implementación del tratado de libre comercio en 2000, el comercio entre las dos naciones ha aumentado dramáticamente. En 2023, el comercio total entre las dos naciones ascendió a $811 millones de dólares. Las principales exportaciones de México a Portugal incluyen: plomo en bruto, titanio, productos químicos, electrónica y telefonía, algodón, alcohol, vehículos de motor y petróleo. Las principales exportaciones de Portugal a México incluyen: maquinaria e instrumentos, electrónica, piezas de construcción, medicina, piezas de vehículos de motor, prendas de vestir, vino y aceite de oliva.
Empresas multinacionales mexicanas como Grupo Bimbo, Grupo Carso y Vitro (entre otro) operan en Portugal. En cambio, empresas multinacionales portuguesa como EDP Renováveis y Mota-Engil (entre otros) operan en México.

## Misiones diplomáticas residentes
- México tiene una embajada en Lisboa.[14]
- Portugal tiene una embajada en la Ciudad de México.[15]

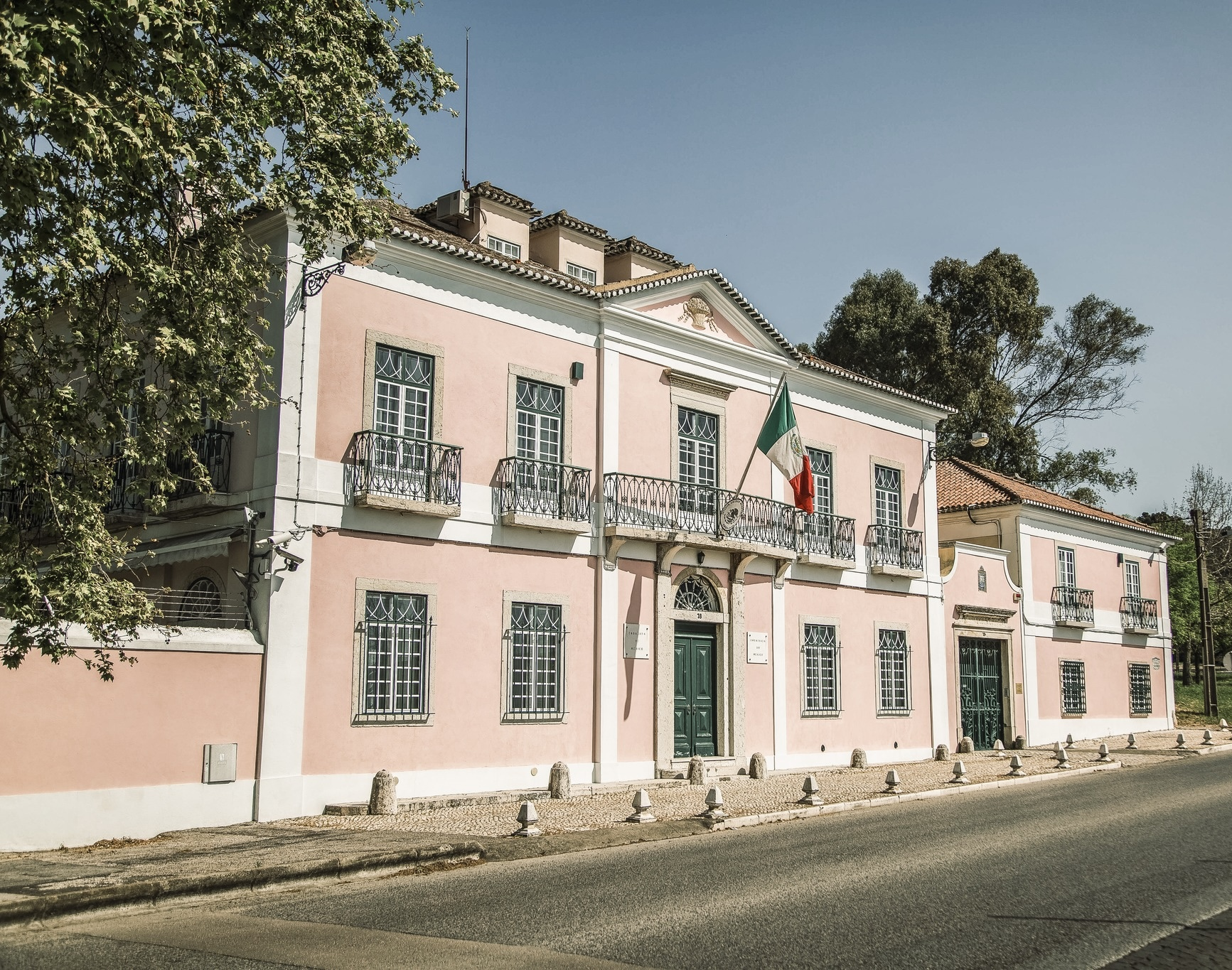
Embajada de México en Lisboa
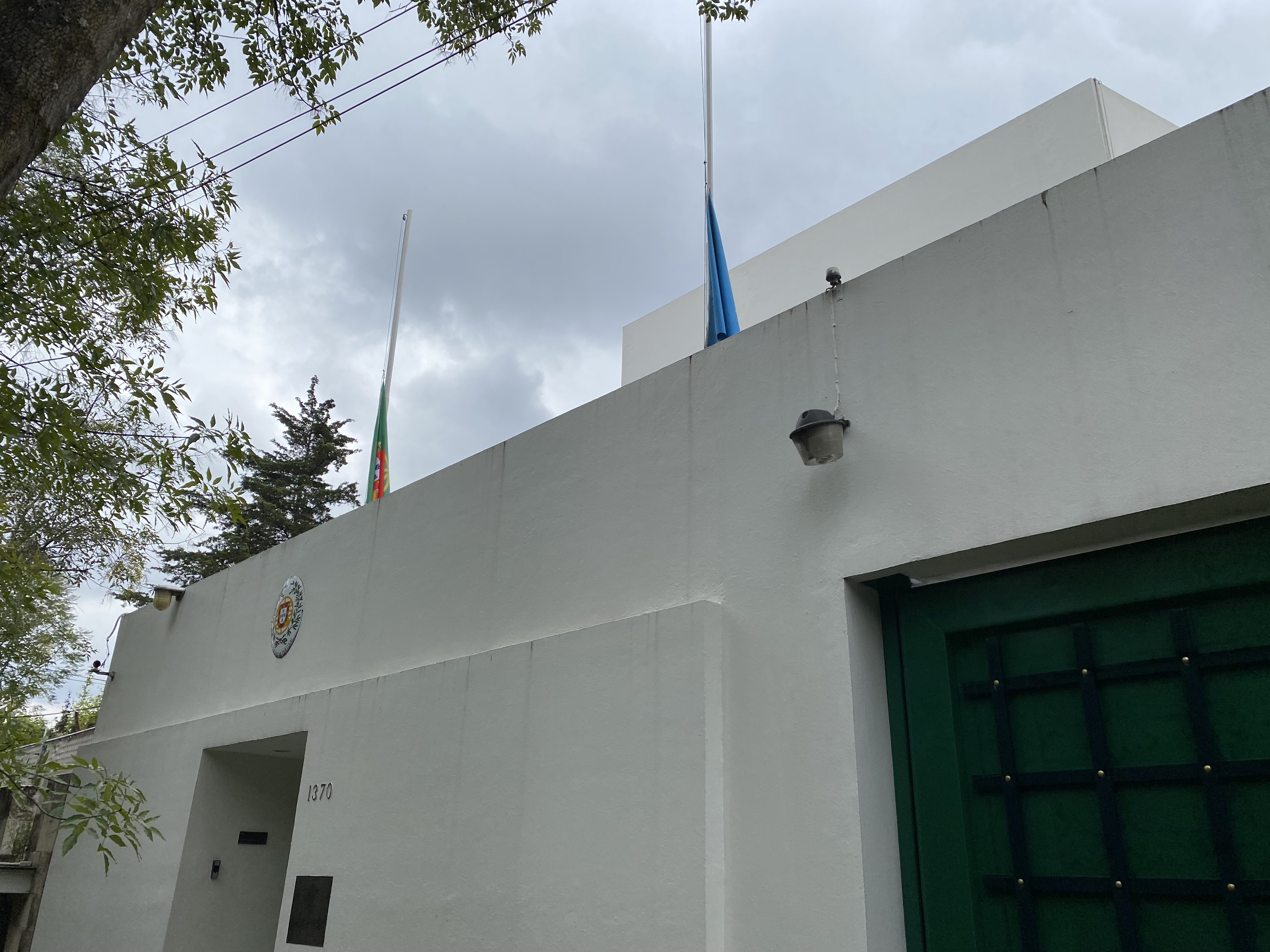
Embajada de Portugal en la Ciudad de México